# IF Sylvia
Maillots
Dernière mise à jour : 11 mai 2023.
L'IF Sylvia est un club suédois de football basé à Norrköping.

## Histoire
Le club évolue en deuxième division suédoise de 1998 à 2003 puis lors de l'année 2007.
Le club atteint les seizièmes de finale de la Coupe de Suède lors de la saison 2000-2001.
L'international suédois Daniel Nannskog joue au club lors de l'année 2000.

## Palmarès
- Division 1 Södra :
  - Champion : 2006